# وینسنت کنبی
وینسنت کَنبی (انگلیسی: Vincent Canby؛ ۲۷ ژوئیهٔ ۱۹۲۴ – ۱۵ اکتبر ۲۰۰۰) منتقد فیلم و تئاتر اهل ایالات متحده آمریکا بود که در نیویورک‌تایمز قلم می‌زد.
به گفته او: «کارگردان های معاصر آمریکایی (دهه 1970) به شکل روزافزون با چنان تعمقی نماهای خود را می‌چینند که گویی به جای ساختن فیلم در کار ساختن بنای طاق نصرت هایی برای نجات بشریت هستند.»